# 베이핑시
베이핑시(중국어: 北平市)는 중화민국이 대륙 시기에 설치했던 12개 직할시 중의 하나로, 현재의 베이징시의 전신이다. 1914년부터 1928년까지 중화민국의 수도였다.